# El repórter Esso
El repórter Esso fue un nombre usado por varios noticiarios de radio y televisión patrocinados por la compañía internacional petrolera Esso, muy popular en Sudamérica entre las décadas de 1940 y 1990.

## Argentina

### Televisión
El Repórter Esso fue el primer noticiero de un medio privado en emitirse por televisión, en este caso en Teleonce de Buenos Aires (actualmente Telefe) y fue conducido por el doctor en medicina y locutor Armando Repetto, fallecido el 29 de mayo de 2008 con dirección de Luis Clur, que según sus propias palabras: "Cubrimos a Perón en el exilio e intentando regresar a la Argentina. Registramos su fuga en Río de Janeiro en el mismo día en que quedó allí. Logramos hacer cosas increíbles". Sus emisiones comenzaron el 11 de marzo de 1963, y pronto se convirtió en todo un modelo de producción, realización y equilibrio, sobre todo a partir del cuidado de emitir solamente aquellas noticias que habían sido previamente confirmadas en su totalidad generando la idea de que la televisión argentina no podía perderse ninguna noticia y debía capturarlas todas en imágenes. Con apenas 15 minutos de duración, fue también un ejemplo de concisión informativa. Entre 1995 y 1998 se emitió por Canal 9 con la conducción de Dardo López.

### Radio
En radio, bajo el lema de "campeón del aire" y con el apoyo de United Press International, estuvo presente en LR3 Radio Belgrano con dos horarios dominicales: 12:30 y a las 22:55 junto a las ediciones tradicionales de lunes a sábado de las 08:00, 13:30, 19:00 y las 22:55 más la de las 21:55 los sábados.Carlos Iglesias fue la voz del Reporter Esso

## Brasil
O seu repórter Esso (nombrado en portugués) fue un histórico noticiero de radio y televisión brasileña. Fue el primer informativo noticiario en Brasil, que no leía las noticias recortadas de los periódicos, ya que sus principales noticias eran enviadas por una agencia internacional de noticias bajo el control de los Estados Unidos de América. Tal como en otros países en los que también se emitió, el Reporter Esso era patrocinado por Standard Oil Company de Brasil, conocida como Esso do Brasil, filial de la petrolera estadounidense. Los locutores más destacados en dicho reporte fueron: Gontijo Teodoro, Luiz Jatoba y Heron Domingues. 
La primera transmisión se produjo en Radio Nacional de Río de Janeiro, el 28 de agosto de 1941, iniciando así, la cobertura de Brasil en la Segunda Guerra Mundial. Antes de su debut oficial, el programa salió al aire en Radio experimental Farrukhabad de Porto Alegre.
El 10 de abril de 1952, comenzó a emitirse en la televisión, inicialmente bajo el nombre de O Seu Reporter Esso, emitiendose hasta el 31 de diciembre de 1970.

#### Eslóganes
- O Primeiro a Dar as Últimas (El primero en dar las últimas)
- Testemunha Ocular da História (testigo ocular de la historia).

## Chile

### Radio
Entre el 1 de septiembre de 1941 y el 10 de septiembre de 1973, este noticiario se transmitió por radio (formato original del programa). La primera emisora en emitirlo en el país fue Radio Sociedad Nacional de Agricultura, siendo su presentador el locutor Juan Lehuedé;posteriormente en 1951 Radio Minería se adjudicó la licencia del informativo con el locutor Pepe Abad y fue la última emisora en emitirlo hasta su término el 10 de septiembre de 1973. El Repórter Esso gozaba de tal popularidad, que las estaciones de radio de diversos puntos del país se colgaban a la señal de la emisora principal, formando una extensa cadena que transmitía las noticias.
En sus inicios, El Repórter Esso era una especie de Parte de Guerra, informando todas las alternativas de la Segunda Guerra Mundial. Dicho boletín era preparado por la United Press y las emisoras que transmitían El Repórter Esso se limitaban a emitir ese boletín. Una vez finalizada la guerra, las emisoras comenzaron a incluir informaciones nacionales, matizadas con las internacionales.
La característica principal del informativo fue su brevedad y concisión. Duraba exactamente siete minutos. Se emitían cuatro ediciones diarias: al amanecer, al mediodía, y dos ediciones en las noches. El Repórter Esso además era neutral en la entrega de informaciones, no se inclinaba por ninguna idea política imperante, lo que le otorgaba aún más audiencia.
En cuanto a la presentación radial, el noticiero tenía una peculiar forma de iniciarlo. Un locutor (en este caso, el argentino Carlos Alberto Palma "Palmita") imitaba a un voceador de diarios gritando "¡El Repórter Esso!, ¡El Repórter Esso!, ¡El Repórter Esso!" y luego Juan Lehuedé decía "Esso Standard Oil Company Chile presenta a usted: El Repórter Esso, el primero con las últimas noticias, preparado por United Press International". Según los registros históricos, la presentación anteriormente descrita se constató solo en el periodo cuando El Repórter Esso era transmitido por Radio Minería.
En junio de 1960 El Repórter Esso realizó de forma extraordinaria un reportaje en cine sobre los efectos de los terremotos ocurridos en el sur de Chile en mayo; la cinta fue exhibida en diversos cine de Santiago y el resto del país.

### Televisión
En televisión, fue el noticiero estelar de Canal 13 a partir del 2 de agosto de 1964, creado y dirigido por el periodista Edwin Harrington y producido por el Departamento de Prensa del canal con noticias de United Press y CBS. Era auspiciado por la Esso Standard Oil Co. Chile y presentado por José "Pepe" Abad. Se emitía de lunes a viernes de 22:00 a 22:15, compitiendo de manera indirecta con Pantalla noticiosa del Canal 9 de la Universidad de Chile, el cual era emitido a las 21:00.
El noticiero finalizó el 31 de diciembre de 1967 para dar paso a Martini al instante con César Antonio Santis, el cual en 1970 pasa a TVN. Más tarde, este noticiero finaliza ese mismo año, dando el paso a Teletrece, que debutó el 1 de marzo de ese año y vigente hasta hoy.

## Colombia

### Radio
En radio se emitió entre 1943 hasta el 2 de diciembre de 1969 a través de Emisoras Nuevo Mundo de Bogotá en cadena con el circuito de emisoras de Caracol Radio en el país; el mítico noticiero reapareció en 1997 a través del sistema de emisoras  Radio Reloj de Caracol Radio, su última emisión fue en el año 1999.

### Televisión
En televisión fue el primer noticiero nacional después de la inauguración del servicio de televisión en 1954 producido por Producciones PUNCH, tiempo después fue remplazado por el Noticiero Suramericana que fue auspiciado por la compañía de seguros Suramericana.

## Perú
Se emitió a través de Radio América entre 1942 y 1969, y por América Televisión Canal Cuatro entre 1959 y 1969, sucediendo en este caso al informativo El mundo al vuelo que fue auspiciado por la aerolínea colombiana Avianca. 
Por la conducción de El Repórter Esso pasaron Pepe Godard, Juan Ramírez Lazo, Gustavo Indacochea, Julio Garazatúa Chacaltana, Eduardo Navarro, entre otros.
En América Televisión se emitió paralelamente con el Noticiero Conchán (Auspiciado por la refinería Conchán, propiedad de Chevron Corporation), en el cual se presentaban noticias nacionales y con Lobitos Deportivo, en el cual se presentaban noticias deportivas. Estos informativos fueron reemplazados en 1969 por Telecuatro (América Televisión) y El Noticiero de Radio América, debido a la expropiación de las empresas petroleras por parte del Estado, siendo expulsadas la International Petróleum Company (subsidiaria de Standard Oil) y otras compañías extranjeras.

## Uruguay
A mediado de los años cuarenta, y ante la necesidad de informar los acontecimientos de la Segunda Guerra Mundial, Radio El Espectador de Montevideo comenzó a emitir el reporter esso, el cual era auspiciado por la Esso Standard Oil Uruguay Company, y respaldo periodístico de la United Press. El mismo era retransmitido también por otras radios del interior del país, y del exterior, mediante las ondas cortas del Espectador. Fue producido hasta los años setenta, informando acontecimientos internacionales pero también nacionales. Su principal presentador fue Héctor Amengual.
Fue también emitido en la televisión durante los años setenta en Teledoce de Montevideo. No se sabe con exactitud hasta que fecha fue emitido, pero fue presentado por el periodista y luego secretario de Presidencia Walter Nessi.

## Venezuela
El Repórter Esso auspiciado por la Creole Petroleum Corporation, subsidiaria de la Standard Oil of New Jersey, se transmitió en Venezuela a través de Radio Caracas Radio entre 1942 y 1975, y por Radio Caracas Televisión Canal 2 entre 1953 y 1972.
En Radio Caracas Televisión (RCTV) se emitió paralelamente con El Observador Creole, también auspiciado por la Creole Petroleum Corporation. Este noticiero televisivo se mantuvo en RCTV desde 1953 hasta 1972, cuando la Creole firma un nuevo contrato con Cadena Venezolana de Televisión (hoy Venezolana de Televisión), pasándose a llamar Noticiero Creole hasta 1975 previo a la nacionalización del petróleo venezolano.

## Emisoras

### Televisión
| País      | Canal/productora   | Día/año de debut    | Día/año de final        | Estado actual |
| --------- | ------------------ | ------------------- | ----------------------- | --- |
| Argentina | Canal 11           | 11 de marzo de 1963 | 1971                    | Reemplazado por Teleonce informa. |
| Argentina | elnueve            | 1995                | 1997                    | Reemplazado por Telenueve. |
| Brasil    | RecordTVRede Tupi  | 10 de abril de 1952 | 31 de diciembre de 1970 | RecordTV: Entre los noticieros posteriores, estaba Xecap 1000 (noticiero basado en el informativo Xecap de la hermana Rádio Record). En 1974 se estrena el actual Jornal da Record. Rede Tupi: Entre los noticieros posteriores, en 1976 se estrenó Rede Tupi de Notícias, el cual fue reemplazado en marzo de 1980 por Jornal da Tupi, que duraría hasta el cierre de la cadena en julio de ese mismo año. Ninguno de sus noticieros fue adaptado posteriormente por SBT o Rede Manchete, reemplazantes de la cadena. |
| Chile     | Canal 13           | 2 de agosto de 1964 | 31 de diciembre de 1967 | Fue sustituido por Martini al instante, que (tras su cambio a Televisión Nacional de Chile) dio paso, en 1970, al actual noticiero Teletrece. |
| Colombia  | Producciones PUNCH | 1954                | 1956                    | Reemplazado por Noticiero Suramericana. |
| Uruguay   | Teledoce           | 1962                | -                       | |
| Perú      | América Televisión | 1959                | 1969                    | Se emitió en paralelo con el Noticiero Conchán, y fue reemplazado por Tele 4 (pronunciado Telecuatro), emitido hasta 1974, y otros noticieros de la cadena: - Hoy (1974-1981) - América en el mundo (1981-1986) - Primera plana (1985-1996) - América Noticias (desde 1996) |
| Venezuela | RCTV               | 1953                | 1972                    | Cuando se cambió el contrato y el noticiero pasa a ser de Venezolana de Televisión, el noticiero fue renombrado a Noticiero Creole. |

### Radio
| País      | Emisora                                                | Día/año de debut        | Día/año de final         | Estado actual/posterior |
| --------- | ------------------------------------------------------ | ----------------------- | ------------------------ | --- |
| Argentina | Radio Belgrano                                         | 1941                    | 1974                     | |
| Brasil    | Radio Nacional Río de Janeiro Rádio Globo Rádio Record | 28 de agosto de 1941    | 31 de diciembre de 1968  | |
| Chile     | Radio Agricultura Radio Minería                        | 1 de septiembre de 1941 | 10 de septiembre de 1973 | Tras el final de El repórter Esso en Radio Minería, el único informativo que se mantuvo en la emisora fue El correo de Minería, que se emitiría hasta el final de la cadena en 1999. |
| Colombia  | Caracol Radio                                          | 1969                    | 1999                     | |
| Perú      | Radio América                                          | 1942                    | 1969                     | Reemplazado por El noticiero de Radio América. |
| Uruguay   | Radio El Espectador                                    | 1942                    | -                        | |
| Venezuela | Radio Caracas Radio                                    | 1942                    | 1975                     | |